# Kombucha

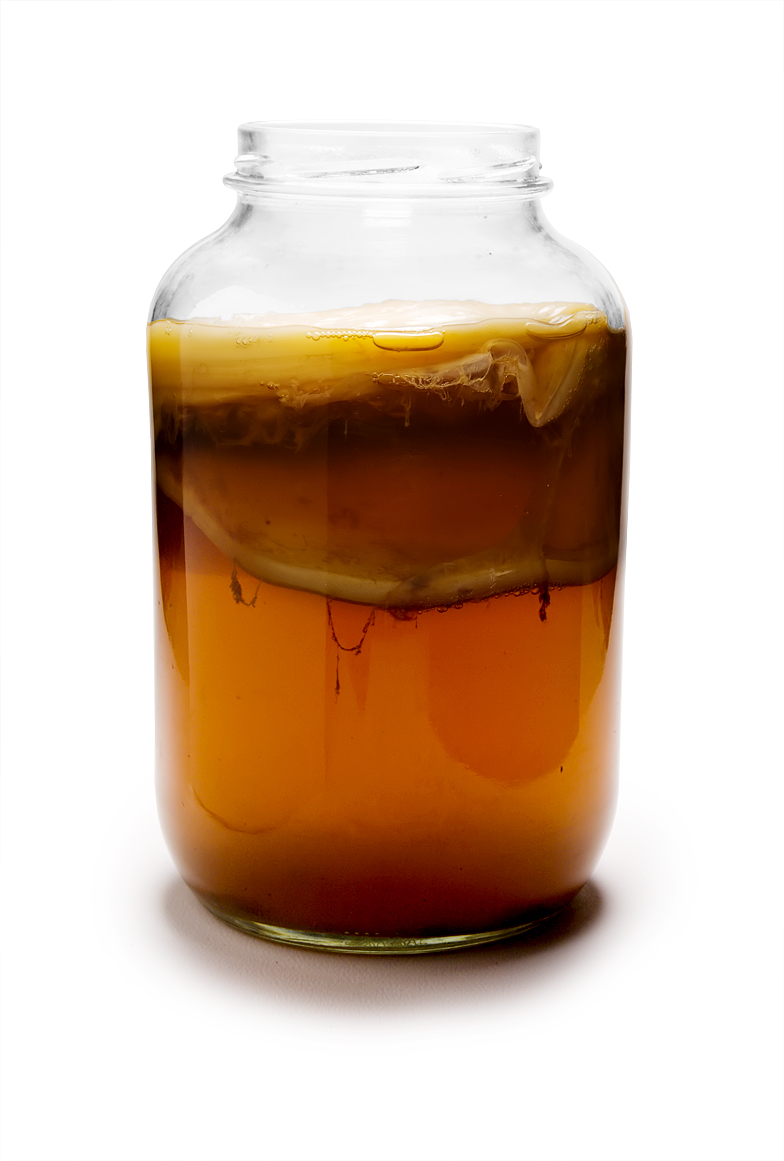
Reifer Kombucha-Ansatz. Die Kombuchakultur befindet sich gut sichtbar an der Oberfläche.

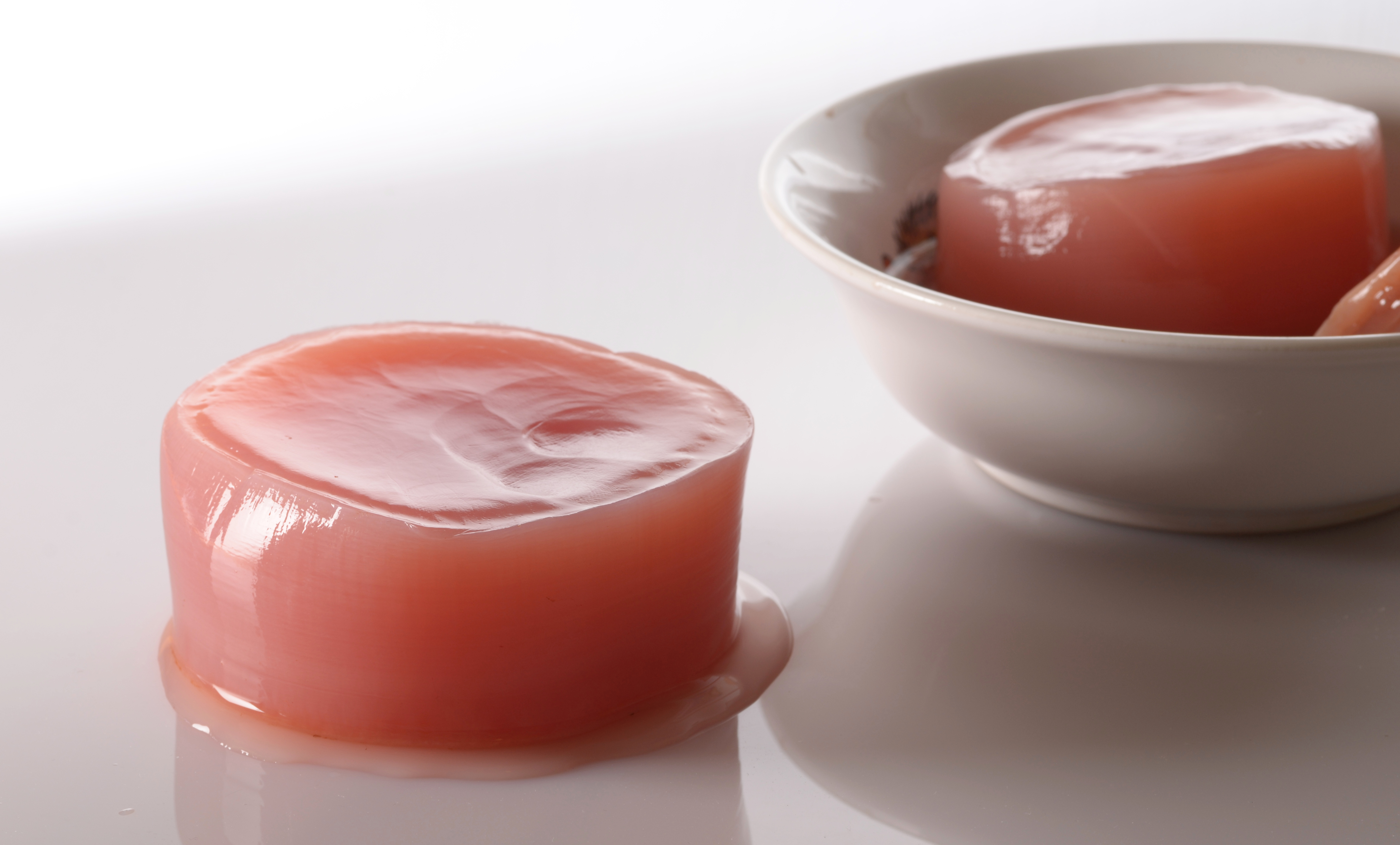
Kombuchakultur, durch Früchtetee rosa gefärbt

Kombucha (Aussprache /kɔmˈbuːt͡ʃa/ für japanische Etymologie oder /kɔmˈbuːxa/) ist ein Gärgetränk, das mittels Fermentierung aus gesüßtem koffeinhaltigen Tee und einer Kombuchakultur (oft auch Kombuchapilz, Scoby oder Teepilz genannt) hergestellt wird. Dabei kommt es zu drei verschiedenen Gärvorgängen: einer alkoholischen Gärung, einer Milchsäuregärung und einer Essigsäuregärung. Der Kombucha-Pilz baut dabei den Zucker zu Kohlenstoffdioxid und Ethanol ab. Kombucha kann dadurch Alkohol enthalten. Der Alkoholgehalt variiert dabei zwischen 0,1 und 2 % vol.
Zu Kombucha fermentierter Tee ist fein moussierend und schmeckt ein wenig süßsauer und gärig. Das Getränk wird kalt getrunken.

## Name
Die Etymologie ist unklar. Während im asiatischen Raum Tee oft mit Ableitungen von cha bezeichnet wird, ist der erste Wortteil kombu problematisch. Wahrscheinlich ist, dass es sich dabei um eine Verwechslung handelt, die im westlichen Sprachgebrauch auftrat. Dabei wurde das in Japan aus der Kombualge bereitete Aufgussgetränk, in Japan als kobu-cha oder kombu-cha (昆布茶) bezeichnet und nicht fermentiert, mit dem fermentierten Teepilzgetränk verwechselt. Dafür spricht auch, dass in Japan das fermentierte Teepilzgetränk nicht als Kombucha, sondern als Schwarzteepilz kōcha kinoko (紅茶キノコ) bekannt ist und erst ab 1975 Bekanntheit erlangte.

## Zusammensetzung
Die Kombuchakultur selbst wird oftmals auch als Teepilz, im Englischen auch als SCOBY (Symbiotic Culture of Bacteria and Yeast) bezeichnet. Der Kombucha-Pilz ist allerdings kein eigenständiger Pilz, sondern eine Symbiose verschiedener Hefen (einzellige Pilze), genauer Ascomycota (Saccharomyces cerevisiae, Saccharomycodes ludwigii, Schizosaccharomyces pombe, Pichia fermentans u. a.) und Essigsäurebakterien (Komagataeibacter xylinus, Acetobacter oxydans u. a.). Die Hefen vermehren sich im Kombucha ausschließlich vegetativ durch Knospung oder Spaltung. Der für Kombucha typische, schwimmende Biofilm besteht hauptsächlich aus bakterieller Cellulose, von K. xylinus exkretiert. Die Farbe kann abhängig von der verwendeten Teesorte von Hellgrau über Rosa bis Dunkelbraun variieren.

## Inhaltsstoffe und Wirkung
Bei der Vergärung bauen die Hefen den Zucker zu Kohlenstoffdioxid und Ethanol (etwa 0,5–2 %) ab und bilden zum Teil Glucuronsäure und Gluconsäure. Bei der Fermentation entstehen verschiedene Stoffwechselprodukte, die sich vorgeblich positiv auf das Wohlbefinden auswirken sollen, darunter Essigsäure, Milchsäure, andere organische Säuren und verschiedene Enzyme, die die Organismen an die Nährlösung abgeben. Kombucha enthält u. a. verschiedene Spurenelemente wie Zink und Mangan. Zu den nachgewiesenen Inhaltsstoffen gehören Vitamin B1, B6, B12 und C. Der Stickstoff, der für die Synthese von Proteinen benötigt wird, wird durch das Bakterium Acetobacter nitrogenifigens aus der Luft durch Stickstofffixierung gewonnen. Der bei der Herstellung verwendete Tee steuert lediglich Mikronährstoffe bei. Die entstehenden Säuren senken den pH-Wert des Getränks. Bis zum achten Tag nach dem Ansatz der Kultur ist Kombucha ein Gärgetränk mit leicht süßlichem Geschmack (abhängig von der Raumtemperatur), nach etwa 20 bis 30 Tagen handelt es sich um Essig. Bei industriell hergestelltem Kombucha wird die Gärung nach wenigen Tagen unterbrochen, Sirup zugefügt und das Getränk wird pasteurisiert. Dabei werden alle noch existenten Hefezellen abgetötet. Industriell hergestellter Kombucha hat oft wenig mit dem ursprünglichen Kombucha zu tun. Allerdings werben immer mehr Hersteller damit, dass in ihren Getränken die lebenden Organismen enthalten sind. Der entscheidende Unterschied ist hierbei, ob eine Pasteurisierung im Herstellungsprozess erfolgt oder nicht. Durch die Erhitzung im Rahmen der Pasteurisierung werden die Hefezellen und Bakterien abgetötet. Erfolgt dies nicht, ist zwar die Haltbarkeit verkürzt, aber die lebenden Organismen bleiben weiterhin enthalten.
Dem Kombuchagetränk werden eine ganze Reihe von Wirkungen nachgesagt, von denen die meisten bis heute nicht wissenschaftlich belegt sind. So soll es nach Ansicht von Alternativmedizinern insbesondere durch die Glucuronsäure bei der Entschlackung des Körpers helfen und das Immunsystem stärken.

## Herstellung

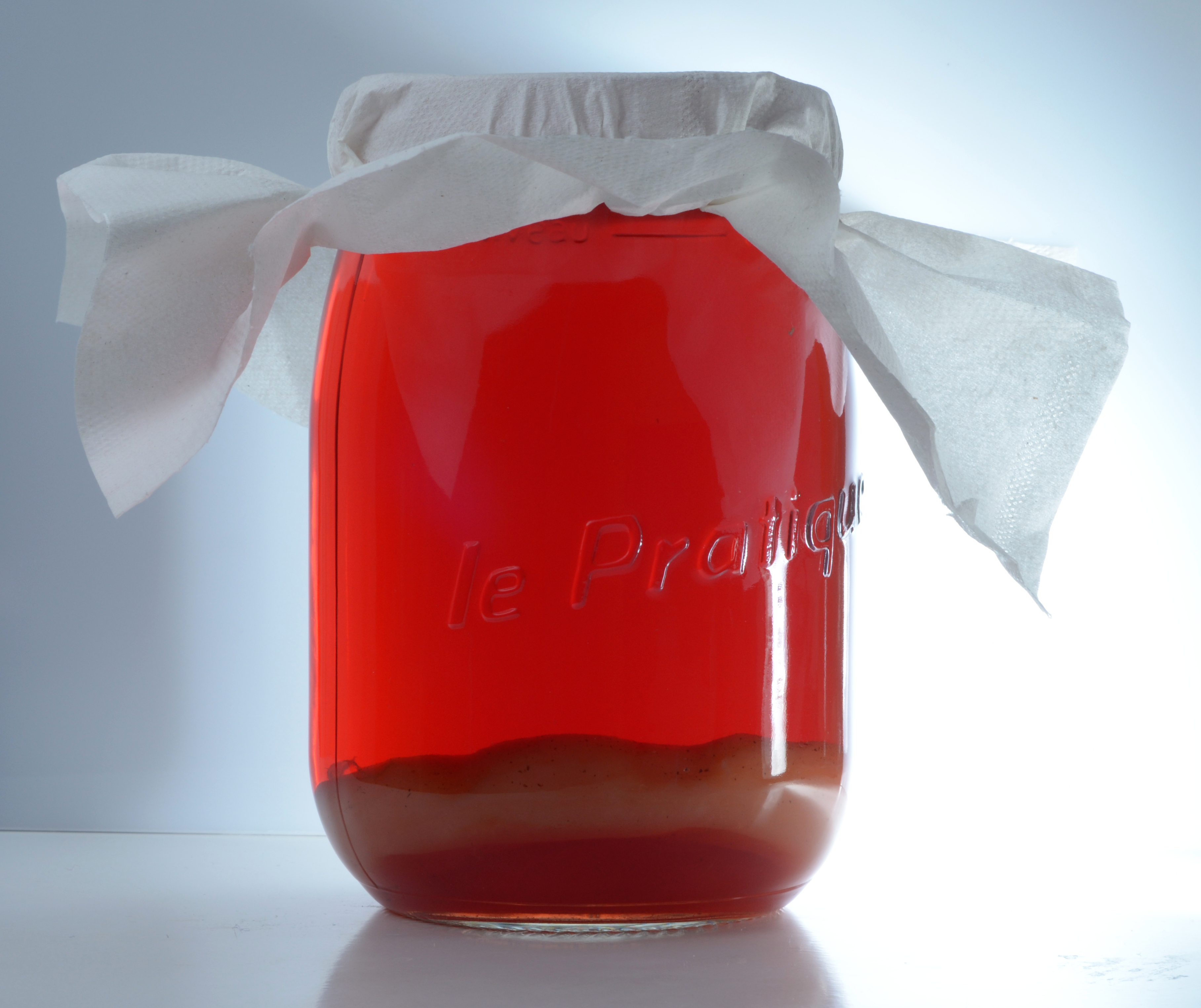
Frisch angesetzter Kombucha. Die Kombuchakultur befindet sich zum Beginn des Gärvorganges unten im Gefäß.

Das Kombucha-Getränk wird traditionell aus starkem, gezuckertem Schwarz- oder Grüntee hergestellt.
Wie bei allen gezielten Vergärungen ist auch bei der Herstellung von Kombucha strikte Hygiene nötig. Sonst können sich unerwünschte, schädliche Mikroorganismen vermehren und ein gesundheitsschädliches Endprodukt produzieren. Bei einer ungewohnten Veränderung von Farbe und Geruch oder erkennbarer Schimmelpilzbildung muss die gesamte Kultur verworfen werden, um Gesundheitsrisiken auszuschließen.
Das in der Kombucha-Kultur vorkommende Bakterium Gluconobacter oxydans wird in einem Verfahren dazu benutzt, Maltose zu Gluconsäure zu fermentieren.

## Bewertung
- Kombuchagetränke enthalten, je nach Herstellung, mehr oder weniger Zucker. Daher sollte beim Konsum auf den Zuckergehalt geachtet werden. Rechtlich dürfen sie nicht als „Erfrischungsgetränke“ bezeichnet werden. „Wegen seines hohen Gehaltes einfach resorbierbarer Zucker ist Kombucha gerade für an Diabetes Erkrankte ein denkbar ungünstiges Getränk und daher nicht als regelmäßiger Durstlöscher zu empfehlen.“[13]
- Der Alkoholgehalt von Kombuchagetränken darf nach den gesetzlichen Bestimmungen für alkoholfreie Getränke maximal zwei Gramm Alkohol pro Liter betragen. Das Bayerische Staatsministerium für Umwelt, Gesundheit und Verbraucherschutz fand bei Untersuchungen von Kombuchagetränken höhere Werte, so dass die Getränke nicht mehr als alkoholfrei hätten bezeichnet werden dürfen.[14] Angegeben wird der Alkoholgehalt von den Herstellern mit 0,5 Prozent, was dem Wert von alkoholfreiem Bier entspricht. Selbst hergestellter Kombucha kann bis zu drei Prozent Alkohol enthalten. Für trockene Alkoholiker ist Kombucha wie jedes andere Gärgetränk wegen der Rückfallgefahr ungeeignet.[15]
- Es liegen nur wenige klinische Studien zu möglichen Heilwirkungen von Kombucha vor.[16] Lediglich Laborversuche geben Hinweise auf eine leichte antibiotische Wirkung, und eine kontrollierte klinische Pilotstudie mit sieben ausgewerteten Patienten fand eine blutzuckersenkende Wirkung bei Diabetespatienten; verglichen wurde in dieser Studie Kombucha mit einem Getränk, das 10% Zucker (w/w) enthielt, während der Zuckergehalt des verwendeten Kombuchagetränks nicht angegeben wurde. In beiden Gruppen fand man eine nominelle Blutzuckersenkung während der Testperioden, die jedoch für Placebo nicht statistisch signifikant war.[17]

- Das bayerische Staatsministerium für Verbraucherschutz erklärt: „Nach Werbeaussagen von Herstellern sollen Kombucha-Getränke u. a. das ‚menschliche Wohlbefinden positiv beeinflussen‘, ‚körpereigene Abwehrkräfte unterstützen‘ oder für ‚die Stärkung des Immunsystems‘ sorgen. Allein von der Herstellungsart und Zusammensetzung lässt sich eine solche Wirkung jedoch nicht ableiten.“[14]
- Die Verbraucherzentrale Niedersachsen erklärt in einer Stellungnahme: „Kombucha ist bei sachgemäßer Herstellung ein unbedenkliches Erfrischungsgetränk (…). Seine gesundheitlichen Wirkungen sind bestenfalls mit denen anderer fermentierter Lebensmittel wie Sauermilchprodukten vergleichbar, deren Mikroorganismen positiv auf die Darmflora wirken können. (…) Wissenschaftlich nachgewiesen sind lediglich leicht abführende und schwach antibakterielle Wirkungen, die auf den Gehalt an Essig- und Milchsäure zurückzuführen sind. Industriell hergestellter Kombucha wird aus Gründen der Haltbarkeit pasteurisiert. Dies tötet die Mikroorganismen im Gärgetränk ab – sie werden unwirksam.“[18]
- „Kombucha ist ein mostähnliches Getränk auf Teebasis. Die Werbeaussagen über therapeutische oder gesundheitsvorbeugende Wirkungen sind wissenschaftlich nicht nachgewiesen“, urteilt die Deutsche Gesellschaft für Ernährung. Auch zu möglichen probiotischen Eigenschaften der Kulturen gebe es keine Untersuchungen.[19]

## Produktion
Kombucha wird hergestellt, indem die Kombucha-Kultur in eine Brühe aus gezuckertem Tee gegeben wird. Der Zucker dient der Kombucha-Kultur als Nährstoff, der das Bakterienwachstum im Tee ermöglicht.

## Andere Verwendungen
Die Kombucha-Kultur wird beim Trocknen zu einem lederähnlichen Textil, das als mikrobielle Zellulose bekannt ist und zu Formen geformt werden kann, um nahtlose Kleidung zu schaffen. Die Verwendung verschiedener Brühmedien wie Kaffee, schwarzer Tee und grüner Tee zum Züchten der Kombucha-Kultur führt zu unterschiedlichen Textilfarben, obwohl das Textil auch mit anderen pflanzlichen Farbstoffen gefärbt werden kann. Auch unterschiedliche Wachstumsmedien und Farbstoffe verändern die Haptik und Textur des Textils. Außerdem können die Kombucha-Kulturen selbst getrocknet und als süßer oder herzhafter Snack gegessen werden.